# Uzinia
Uzinia là một chi bướm đêm thuộc họ Erebidae.